# Albert Gleizes
Albert Leon Gleizes (ur. 8 grudnia 1881 w Paryżu, zm. 23 czerwca 1953 w Saint-Rémy-de-Provence) – francuski malarz i teoretyk sztuki.
Wspólnie z Jeanem Metzingerem napisał pionierskie opracowanie Du Cubisme (1912). Był współorganizatorem wystaw popularyzujących prace kubistów pod nazwą Section d'Or w Paryżu w 1912 roku. Początkowo malował w zamaszystym stylu, pokrywając płótno przenikającymi się plamami (Młocka, 1912). Po 1918 roku uprawiał malarstwo religijne.